# Bułgarska Liga Koszykówki Kobiet
Bułgarska Liga Koszykówki Kobiet (buł. Национална баскетболна лига) – bułgarska liga koszykówki kobiet najwyższej klasy rozgrywkowej, powstała w 1942. 

## Medalistki
| Sezon | Złoto                     | Srebro                    | Brąz                      |
| ----- | ------------------------- | ------------------------- | ------------------------- |
| 1945  | Rakovski Sofia            | BK Slavia Sofia           | Levski Spartak Sofia      |
| 1946  | Rakovski Sofia            | Chavdar Sofia             | BK Slavia Sofia           |
| 1947  | Rakovski Sofia            | Levski Spartak Sofia      | BK Slavia Sofia           |
| 1948  | BK Lokomotiv Sofia        | Levski Spartak Sofia      |                           |
| 1949  | BK Lokomotiv Sofia        | Levski Spartak Sofia      | P.Bonev Perushtitsa       |
| 1950  | BK Lokomotiv Sofia        | Levski Spartak Sofia      | CSKA-AD Sofia             |
| 1951  | BK Lokomotiv Sofia        | CSKA-AD Sofia             | Levski Spartak Sofia      |
| 1952  | BK Lokomotiv Sofia        | Udarnik                   | Academic Sofia            |
| 1953  | Udarnik                   | BK Lokomotiv Sofia        | Levski Spartak Sofia      |
| 1954  | Udarnik                   | BK Lokomotiv Sofia        | Academic Sofia            |
| 1955  | Udarnik                   | Academic Sofia            | BK Lokomotiv Sofia        |
| 1956  | Udarnik                   | BK Lokomotiv Sofia        | Academic Sofia            |
| 1957  | BK Slavia Sofia           | BK Lokomotiv Sofia        | Levski Spartak Sofia      |
| 1958  | BK Slavia Sofia           | BK Lokomotiv Sofia        | NSA Delta                 |
| 1959  | BK Slavia Sofia           | BK Lokomotiv Sofia        | Academic Sofia            |
| 1960  | Academic Sofia            | BK Slavia Sofia           | BK Lokomotiv Sofia        |
| 1961  | BK Slavia Sofia           | Academic Sofia            | BK Lokomotiv Sofia        |
| 1962  | BK Slavia Sofia           | Academic Sofia            | BK Lokomotiv Sofia        |
| 1963  | BK Slavia Sofia           | Academic Sofia            | BK Lokomotiv Sofia        |
| 1964  | BK Slavia Sofia           | Academic Sofia            | BK Lokomotiv Sofia        |
| 1965  | BK Slavia Sofia           | Academic Sofia            | BK Lokomotiv Sofia        |
| 1966  | Academic Sofia            | BK Slavia Sofia           | Levski Spartak Sofia      |
| 1967  | BK Lokomotiv Sofia        | Academic Sofia            | BK Slavia Sofia           |
| 1968  | Academic Sofia            | BK Slavia Sofia           | BK Lokomotiv Sofia        |
| 1969  | Academic Sofia            | BK Maritsa                | BK Slavia Sofia           |
| 1970  | Academic Sofia            | BK Maritsa                | BK Slavia Sofia           |
| 1971  | BK Maritsa                | BK Slavia Sofia           | Academic Sofia            |
| 1972  | Minyor Pernik             | BK Maritsa                | Levski Spartak Sofia      |
| 1973  | BK Maritsa                | Minyor Pernik             | Levski Spartak Sofia      |
| 1974  | BK Maritsa                | Academic Sofia            | Minyor Pernik             |
| 1975  | Academic Sofia            | Minyor Pernik             | BK Maritsa                |
| 1976  | Academic Sofia            | Minyor Pernik             | BK Lokomotiv Sofia        |
| 1977  | Minyor Pernik             | Academic Sofia            | BK Lokomotiv Sofia        |
| 1978  | Minyor Pernik             | BK Maritsa                | Academic Sofia            |
| 1979  | Minyor Pernik             | Levski Spartak Sofia      | BK Maritsa                |
| 1980  | Levski Spartak Sofia      | Minyor Pernik             | BK Maritsa                |
| 1981  | Minyor Pernik             | Academic Sofia            | BK Slavia Sofia           |
| 1982  | Academic Sofia            | Levski Spartak Sofia      | Minyor Pernik             |
| 1983  | Levski Spartak Sofia      | Kremikovtsi Sofia         | Academic Sofia            |
| 1984  | Levski Spartak Sofia      | Kremikovtsi Sofia         | Minyor Pernik             |
| 1985  | Levski Spartak Sofia      | BK Lokomotiv Sofia        | BK Maritsa                |
| 1986  | Levski Spartak Sofia      | BK Lokomotiv Sofia        | Minyor Pernik             |
| 1987  | Levski Spartak Sofia      | Minyor Pernik             | BK Lokomotiv Sofia        |
| 1988  | Levski Spartak Sofia      | Minyor Pernik             | Academic Sofia            |
| 1989  | Kremikovtsi Sofia         | Levski Spartak Sofia      | Minyor Pernik             |
| 1990  | Beroe 2007 Stara Zagora   | Levski Spartak Sofia      | BK Lokomotiv Sofia        |
| 1991  | BK Lokomotiv Sofia        | Beroe 2007 Stara Zagora   | BK Slavia Sofia           |
| 1992  | Beroe 2007 Stara Zagora   | BK Slavia Sofia           | Levski Spartak Sofia      |
| 1993  | Kremikovtsi Sofia         | Montana 2003              | Dorostol                  |
| 1994  | Levski Spartak Sofia      | Beroe 2007 Stara Zagora   | Welt 94 Veliko Tarnovo    |
| 1995  | Montana 2003              | Septemvri 97              | Minyor Pernik             |
| 1996  | Minyor Pernik             | BK Maritsa                | Kremikovtsi Sofia         |
| 1997  | Kremikovtsi Sofia         | Cherno More Odessos       | Montana 2003              |
| 1998  | Kremikovtsi Sofia         | Montana 2003              | Lukoil Neftochimik Burgas |
| 1999  | Kremikovtsi Sofia         | Montana 2003              | Lukoil Neftochimik Burgas |
| 2000  | Montana 2003              | BK Slavia Sofia           | Levski Spartak Sofia      |
| 2001  | Academic Płowdiw          | BK Slavia Sofia           | Levski Spartak Sofia      |
| 2002  | BK Slavia Sofia           | Academic Płowdiw          | Lukoil Neftochimik Burgas |
| 2003  | BK Slavia Sofia           | Academic Płowdiw          | Lukoil Neftochimik Burgas |
| 2004  | BK Slavia Sofia           | Levski Spartak Sofia      | Lukoil Neftochimik Burgas |
| 2005  | Lukoil Neftochimik Burgas | Levski Spartak Sofia      | Beroe 2007 Stara Zagora   |
| 2006  | Lukoil Neftochimik Burgas | Beroe 2007 Stara Zagora   | Rilski Sportist Samokov   |
| 2007  | CSKA-AD Sofia             | Lukoil Neftochimik Burgas | Beroe 2007 Stara Zagora   |
| 2008  | BK Dunav                  | Lukoil Neftochimik Burgas | Beroe '07                 |
| 2009  | Lukoil Neftochimik Burgas | BK Dunav                  | Montana 2003              |
| 2010  | Lukoil Neftochimik Burgas | BK Dunav                  | Montana 2003              |
| 2011  | Lukoil Neftochimik Burgas | Levski Spartak Sofia      | BK Dunav                  |
| 2012  | BK Dunav                  | Neftochimik 2010          | Montana 2003              |
| 2013  | BK Dunav                  | Neftochimik 2010          | Montana 2003              |
| 2014  | BK Dunav                  | Levski Spartak Sofia      | Chaskowo 2012             |
| 2015  | BK Dunav                  | Neftochimik 2010          | Chaskowo 2012             |
| 2016  | Montana 2003              | Chaskowo 2012             | BK Dunav                  |
| 2017  | Chaskowo 2012             | Montana 2003              | Beroe 2007 Stara Zagora   |
| 2018  | Montana 2003              | Beroe 2007 Stara Zagora   | BK Slavia Sofia           |
| 2019  | Montana 2003              | Beroe 2007 Stara Zagora   | Lokomotiv Stara Zagora    |

## Bilans mistrzyń
| Klub                      | Miasto       | Tytuły | Zwycięskie lata                                                                          |
| ------------------------- | ------------ | ------ | ---------------------------------------------------------------------------------------- |
| BK Slavia Sofia           | Sofia        | 15     | 1953, 1954, 1955, 1956, 1957, 1958, 1959, 1961, 1962, 1963, 1964, 1965, 2002, 2003, 2004 |
| Akademik                  | Sofia        | 8      | 1960, 1966, 1968, 1969, 1970, 1975, 1976, 1982                                           |
| Levski Spartak Sofia      | Sofia        | 8      | 1980, 1983, 1984, 1985, 1986, 1987, 1988, 1994                                           |
| BK Lokomotiv Sofia        | Sofia        | 7      | 1948, 1949, 1950, 1951, 1952, 1967, 1991                                                 |
| Minyor Pernik             | Pernik       | 6      | 1972, 1977, 1978, 1979, 1981, 1996                                                       |
| Lukoil Neftochimik Burgas | Burgas       | 5      | 2005, 2006, 2009, 2010, 2011                                                             |
| BK Dunav                  | Ruse         | 5      | 2008, 2012, 2013, 2014, 2015                                                             |
| Kremikovtsi Sofia         | Sofia        | 5      | 1989, 1993, 1997, 1998, 1999                                                             |
| Montana 2003              | Montana      | 5      | 1995, 2000, 2016, 2018, 2019                                                             |
| BK Maritsa                | Płowdiw      | 3      | 1971, 1973, 1974                                                                         |
| Rakovski Sofia            | Sofia        | 3      | 1945, 1946, 1947                                                                         |
| Beroe 2007 Stara Zagora   | Stara Zagora | 2      | 1990, 1992                                                                               |
| Academic Płowdiw          | Płowdiw      | 1      | 2001                                                                                     |
| Chaskowo 2012             | Chaskowo     | 1      | 2017                                                                                     |
| CSKA-AD Sofia             | Sofia        | 1      | 2007                                                                                     |